# Siham Raijoul
Siham Raijoul (Veghel, 1 april 1986) is een Nederlandse tv-presentatrice.

## Loopbaan
Raijoul, van Marokkaanse afkomst, studeerde aan de Fontys Hogeschool in Brabant, waar ze het bachelordiploma journalistiek behaalde. Ze liep stage bij RTV Dordrecht. Daarna presenteerde ze van begin 2006 tot eind 2010 Brabant Nieuws bij Omroep Brabant. Van 5 januari 2011 tot eind 2019 presenteerde ze het NOS Jeugdjournaal. In 2016 viel ze in als presentatrice bij het Zapp Weekjournaal. In 2020 maakte ze de overstap naar SBS6 en werd daar toegevoegd aan het presentatieteam van Hart van Nederland. In augustus 2022 werd bekend dat ze SBS6 verlaat om als freelancer verder te gaan.

### Televisiewerk
- RTV Dordrecht (stage)
- Brabant Nieuws (2006-2010), Omroep Brabant
- NOS Jeugdjournaal (2011-2019), NOS
- Zapp Weekjournaal (2016, inval)
- Hart van Nederland (2020-2022), SBS6